# Brigata di Ferro

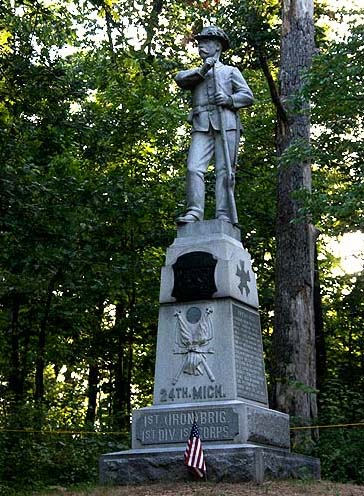
Monumento del Ventiquattresimo Michigan, nel Gettysburg National Military Park.

La Brigata di Ferro, conosciuta anche come Brigata di Ferro dell'Ovest e Brigata del Cappello Nero, fu una brigata fantiera dell'Union Army dell'Armata del Potomac durante la Guerra civile americana.
Il nome "Brigata di Ferro" (in inglese "Iron Brigade") fu applicato, ufficialmente o non ufficialmente, a un certo numero di unità che hanno combattuto nella Guerra civile americana, verso la fine del conflitto. La Brigata di Ferro era la brigata con nome informale più conosciuto.